# BMW R 1200 R K53
Die BMW R 1200 R (K53) ist ein unverkleidetes Motorrad des Fahrzeugherstellers BMW.
Der Roadster wurde auf der Intermot 2014 vorgestellt
und war nach der R 1200 GS, R 1200 GS ADV, R 1200 RT und R 1200 RS – abgesehen vom Retro-Roadster R nineT – das letzte Modell der Boxerbaureihe, das den im Jahre 2013 erstmals bei der GS eingeführten luft-/wassergekühlten Boxermotor mit 1170 cm³ und 125 PS Leistung erhalten hat. Dabei werden die heißesten, thermisch am meisten belasteten Stellen in den Zylinderköpfen mit Kühlwasser umspült.
Die R 1200 R unterscheidet sich gegenüber den Modellen GS und RT in Airbox und Endschalldämpfer, was das Drehmoment im unteren Drehzahlbereich vorteilhaft beeinflusst. Von 2.500 bis über 8.000/min liegen über 100 Nm Drehmoment an. Der Motor trägt wie bei der Vorgängerin im Brückenrohrrahmen mit. 
Im Unterschied zum luftgekühlten Vorgänger besitzt die K53 eine Upside-down-Gabel mit 45 mm Standrohrdurchmesser, die von der S 1000 RR abgeleitet wurde. Die Elektronik hat zwei Fahrmodi, „Road“ und „Rain“; im Regenmodus ist die Gasannahme sanfter, ABS und die Basis-Traktionskontrolle ASC (beide serienmäßig) regeln früher, defensiver. Auf Wunsch gibt es zwei weitere Fahrmodi: „Dynamic“,  aggressiver als der „Road“-Modus, und ein „User“-Modus, in dem die E-Gas-Annahme und Schlupfkontrolle individuell programmiert werden kann. Darüber hinaus gibt es auf Wunsch Dynamic-ESA, womit die Zug- und Druckstufendämpfung ebenfalls in den zwei Modi „Road“ und „Dynamic“ selbsttätig während der Fahrt geregelt wird. Die Federbasis der Upside-down-Gabel ist nicht einstellbar, die des Federbeins kann auf Knopfdruck in folgenden drei Stufen angepasst werden: solo, solo mit Gepäck und Soziusbetrieb.
Der Grundpreis der  Maschine betrug im Oktober 2015 12.950 Euro. Voll ausgestattet kam die BMW auf 16.795 Euro inkl. Diebstahlwarnanlage.
Im November 2018 wurde auf der EICMA für das Modelljahr 2019 das Nachfolgemodell R 1250 R vorgestellt, deren Motor eine variable Ventilsteuerung aufweist. Die „ShiftCam“ genannte Technik findet ebenfalls in der R 1250 GS Verwendung.